# Buffy la serie animada
Buffy la serie animada es una serie de animación creada por Joss Whedon pero que no llegó a emitirse basada en Buffy the Vampire Slayer. Inicialmente fue aprobada por 20th Century Fox en 2002, pero finalmente no fue producida y no se emitió al no quererla ningún canal de televisión. La serie hubiese tenido lugar en el medio de la primera temporada. El escritor Jeph Loeb describió la continuidad a partir del episodio 7.5.
Whedon y Loeb revisarían más tarde el estilo de la serie en la octava temporada en la historia del cómic After These Messages... We'll Be Right Back!.

## Detalles de producción
El desarrollo de la serie comenzó en el 2001. Joss Whedon y Jeph Loeb iban a ser productores ejecutivos de la serie, y la mayoría del reparto de Buffy pondrían sus voces para la serie. La serie enseguida comenzó a tener problemas. 20th Century Fox iban a producir la serie, e inicialmente planearon que la serie se emitiría en Fox Kids, posiblemente a principios de febrero de 2002. Cuando Fox Kids desapareció a causa de la venta a Disney, Fox lo vendió a otras cadenas de televisión. Cuando ningún canal tuvo la intención de comprar la serie, cesó la producción.
Dos años más tarde, en 2004, Fox parecía interesada en desarrollar y vender la serie a otro canal. Varios actores y actrices clave de la serie, incluyendo a Anthony Stewart Head, doblaron a su personaje, y el diseño fue producido para hacer cuatro minutos de presentación. Este piloto fue utilizado para intentar vender la serie a un canal. Una vez más ningún canal se interesó en ella. Loeb explicó que los canales encontraban la serie dificultosa debido a que sería demasiado adulta para emitir en un canal de televisión para niños, pero tampoco encajaba para el horario de máxima audiencia.
En una entrevista en The Hollywood Reporter el 16 de mayo de 2003, Whedon reveló:

No pudimos un encontrarle un canal. Teníamos a un gran director de animación, buenos dibujos, seis o siete guiones hilarantes de nuestro propio equipo y nadie lo quería. Estaba completamente desconcertado. Sentí como si tuviera bolsas con dinero y nadie las tomara. Fue una cuestión de que la gente no lo quería o no podía poner el dinero porque no era una serie barata. Una de las cosas que me obsesionaba era que no quería que la gente lo viera si iba a ser una "mierda". Quería que estuviese al nivel de los Animaniacs o Batman: la serie animada. Y eso era caro. Pero no pienso que valga la pena hacerlo a no ser que se vea bonito y divertido.

En una entrevista con TV Guide en septiembre de 2005, Whedon anunció que la serie fue efectivamente cancelada.

## Guion y actuación

### Equipo de guionistas
- Jeph Loeb dijo que la serie hubiera empezado con el episodio, A Day in the Life por lo que el guion fue completado por Loeb y Joss Whedon para «introducir a los personajes, presentar la dinámica y la premisa de la serie.»[4]
- Loeb mencionó que uno de los episodios trataba sobre Buffy obteniendo su licencia de conducir pero tratando con un profesor de conducir que era un demonio.»[4]
- Jane Espenson escribió esos tres guiones para la serie: uno de los cuales fue llamado The Back Room, otro Lunch is Revolting!, y otro Teeeny. Este último hubiera tratado sobre una Buffy Summers empequeñecida.[5]
- Espenson reveló que «Steven S. Knight y Drew Greenberg escribieron episodios, si mal no recuerdo. Y creo que Doug Petri también. Creo que hubo una historia para Rebecca Krishner que nunca empezó.» Joss Whedon y Jeph Loeb escribieron el piloto. Dijo que había ocho guiones escritos en total, aunque dos de ellos incompletos.[5]

### Episodios
Jeph Loeb reveló que había trece guiones de la serie animada.
| Episodio                          | Guionistas              |                |
| --------------------------------- | ----------------------- | -------------- |
| «A Day in the Life»               | Jeph Loeb y Joss Whedon |                |
| «Teeny»                           | Jane Espenson           |                |
| «Lunch is Revolting!»             | Jane Espenson           |                |
| «The Back Room»                   | Jane Espenson           |                |
| «Say Ho»                          | Steve DeKnight          |                |
| Untitled completed episode script | Steve DeKnight          | Drew Greenberg |
| Untitled completed episode script | Steve DeKnight          | Drew Greenberg |
| Untitled completed episode script | Doug Petrie             |                |
| Untitled completed episode script | Rebecca Kirshner        |                |

### Reparto
- Giselle Loren como Buffy Summers.
- Alyson Hannigan como Willow Rosenberg.
- Nicholas Brendon como Xander Harris.
- Anthony Stewart Head como Rupert Giles.
- Charisma Carpenter como Cordelia Chase.
- Michelle Trachtenberg como Dawn Summers.
- Kristine Sutherland como Joyce Summers.
- Armin Shimerman como Principal Snyder.
- David Boreanaz como Angel.

Sarah Michelle Gellar no participó porque no estaba interesada en volver a encarnar el mismo personaje. Giselle Loren ya había puesto la voz e Buffy en los videojuegos, Buffy the Vampire Slayer y Chaos Bleeds.

## Filtración
El 1 de agosto de 2008, los cuatro minutos de una presentación no emitida fueron filtrados en internet.

## Apoyo de los miembros del reparto
El 20 de agosto de 2008, Nicholas Brendon dijo en su audiolog: 

«Sé que se ha hablado sobre la serie animada de Buffy. La hicimos, como hace ya tres años. Sabes, para ser honestos, no sé por qué no llegó más allá, pero sé que se filtró a Youtube, y lo miré y casi lloro. Sabes, hace tiempo que no veía a Xander, y era al go así como volver a esa biblioteca, y todo lo demás. Pero, sí. Así que, oye, me hubira gustado hacer la serie animada. Puede que sea el único. Pero no estoy seguro, No he tenido la oportunidad de hablarlo con nadie. Así que cruza los dedos.
Nicholas Brendon, intérprete de Alexander Harris en Buffy

El 26 de agosto de 2008, Jeph Loeb declaró en una entrevista a la MTV: 

Todo existe aún - los diseños, los guiones. Así que ¿por qué no? Todo lo que tienes que hacer es dibujarlo. Ocho años atrás, no existía esa fascinación por Padre de familia o Robot Chicken, pero ahora hay una audiencia que las sigue. No puedes interponerte en el camino de la cultura pop.
Jeph Loeb, para MTV

## Guiones de Jane Espenson
Jane Espenson en su página oficial ha dado a conocer pequeños extractos de los guiones.